# Le Fauteuil hanté
Le Fauteuil hanté est un roman policier de Gaston Leroux, publié en 1909.

## Historique
La première publication de ce roman est faite en six parutions dans la revue mensuelle Je sais tout, du numéro 58 (novembre 1909) au numéro 63 (avril 1910). Les artistes Marchetti, Charles Atamian et René Lelong illustrent le roman. L'œuvre est ensuite reprise en volume aux éditions Pierre Lafitte en 1911.

## Intrigue
L'intrigue se déroule sous la coupole de l'Académie française. À la suite de la mort de Monseigneur d'Abbeville, chaque nouveau candidat à l'immortalité qui est désigné pour occuper son fauteuil meurt lors du discours d'hommage à son prédécesseur. Hippolyte Patard, secrétaire perpétuel commence à désespérer, personne ne voulant être le successeur de Mgr d'Abbeville, craignant une malédiction lancée par un ancien candidat dont on n'aurait pas voulu comme académicien. C'est alors qu'arrive Gaspard Lalouette, simple antiquaire, qui veut être candidat ; mais plusieurs choses étranges vont se dérouler.

## Personnages principaux
- Gaspard Lalouette : « honnête homme, marchand de tableaux et d'antiquités, établi depuis dix ans rue Laffitte » - (page 5).
- Hippolyte Patard : Secrétaire perpétuel de l'Académie française au caractère très imprévisible.
- Eliphas de Saint-Elme de Taillebourg de la Nox dit EDSEDTDLN ou Borigo de Careï : Mage ayant appris le secret de Toth et candidat déçu à l'Académie. Caricature de Joséphin Peladan.
- Le grand Loustalot : Académicien et savant de renom, directeur de l'Académie au début du roman.

## Adaptation télévisuelle
Le roman de Gaston Leroux a fait l'objet d'une adaptation pour la 1ère chaine de l'ORTF, diffusée le 27 juin 1970. La réalisation de ce téléfilm a été confiée à Pierre Bureau, l'adaptation pour la télévision étant de Guillaume Hanoteau.
Le roman a de nouveau été adapté pour France 2 et diffusé le 24 mars 2010. La réalisation de ce téléfilm a été confiée à Claude Chabrol.
Le téléfilm fait partie de la série Contes et nouvelles du XIXe siècle bien que l'œuvre adaptée soit un roman du début du XXe siècle.